# Physcius impressipennis
Physcius impressipennis es una especie de coleóptero de la familia Mycteridae.

## Distribución geográfica
Habita en Brasil.